# قربانعلی صالح‌آبادی
قربانعلی صالح‌آبادی (۱۳۳۱ در صالح‌آباد سبزوار) نمایندهٔ سومین دور مجلس شورای اسلامی از حوزهٔ انتخابیه مشهد است.